# Ґрета Ніссен
Ґрета Рюзт-Ніссен (англ. Greta Nissen; нар. 30 січня 1905 Осло, Норвегія — пом. 15 травня 1988) — американсько-норвезька акторка та балерина.

## Життєпис
Народилася 30 січня 1905 року в Осло, Норвегія. Займалася танцями. Дебютувала як балерина у Норвезькому національному театрі у 1922 році. Також знялась у кількох данських фільмах.
У 1924 році Ґрета Ніссен виступала як балерина на Бродвеї. Виступала з Михайлом Фокіним. На початку 1924 року приєдналася до данської балетної трупи Нью-Йорку, з якою усіпішно виступала. Відкрив для кінематографу Ґрету Ніссен продюсер Джессі Луїс Ласкі з «Paramount Pictures». Ґрета Ніссен знялась у понад 20 фільмах.
У 1933 році Ніссен переїхала до Англії, де знялась у кількох британських фільмах. У 1937 році вона завершила кар'єру кіноакторки.
Ґрета Ніссен лікувалася від хвороби Паркінсона. Померла 15 травня 1988 року в своєму будинку у Монтесіто, штат Каліфорнія.

## Особисте життя
У 1932 році під час фільмування стрічки Тихий свідок Ґрета Ніссен познайомилась з актором Велдоном Гейберном. 30 березня 1932 року одружилася з ним у м. Тихуані, Мексика.
19 жовтня 1935 року Ніссен звернулася до суду, щоб розірвати шлюб. 30 квітня 1936 року судовим рішенням шлюб був скасований.
Восени 1941 року одружилася з промисловцем Стюартом Д. Еккером (1907—1993). У шлюбі народила сина Тора Брюса Ніссена Еккера.

## Вибіркова фільмографія
| Рік  |   | Українська назва          | Оригінальна назва          | Роль          |
| ---- | - | ------------------------- | -------------------------- | ------------- |
| 1925 | ф | Мандрівник                | англ. The Wanderer         | Тіша          |
| 1927 | ф | Блондинка чи брюнетка     | англ. Blonde or Brunette   | Фенні         |
| 1928 | ф | Фазіль                    | англ. Fazil                | Фабієн        |
| 1931 | ф | Жінки всіх націй          | англ. Women of All Nations | Ельза         |
| 1931 | ф | Трансатлантичний корабель | англ. Transatlantic        | Сіґрід Карлін |
| 1931 | ф | Посол Білл                | англ. Ambassador Bill      | графиня Ліка  |
| 1933 | ф | Червоний фургон           | англ. Red Wagon            | Зара          |
| 1935 | ф | Почесна легкість          | англ. Honours Easy         | Урсула Бартон |
| 1937 | ф | Кав'ярня Колетт           | англ. Cafe Colette         | Ванда Мурофф  |

## Світлини

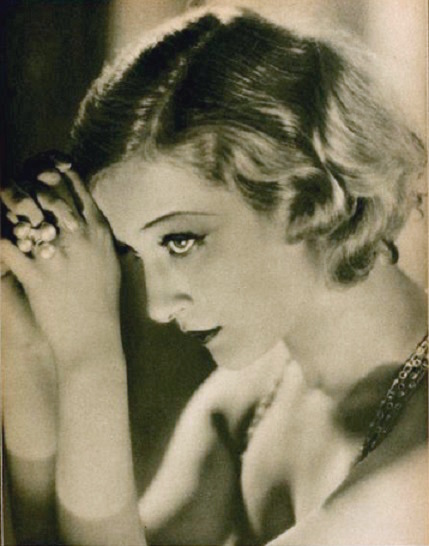
Ґрета Ніссен (лютий, 1927)
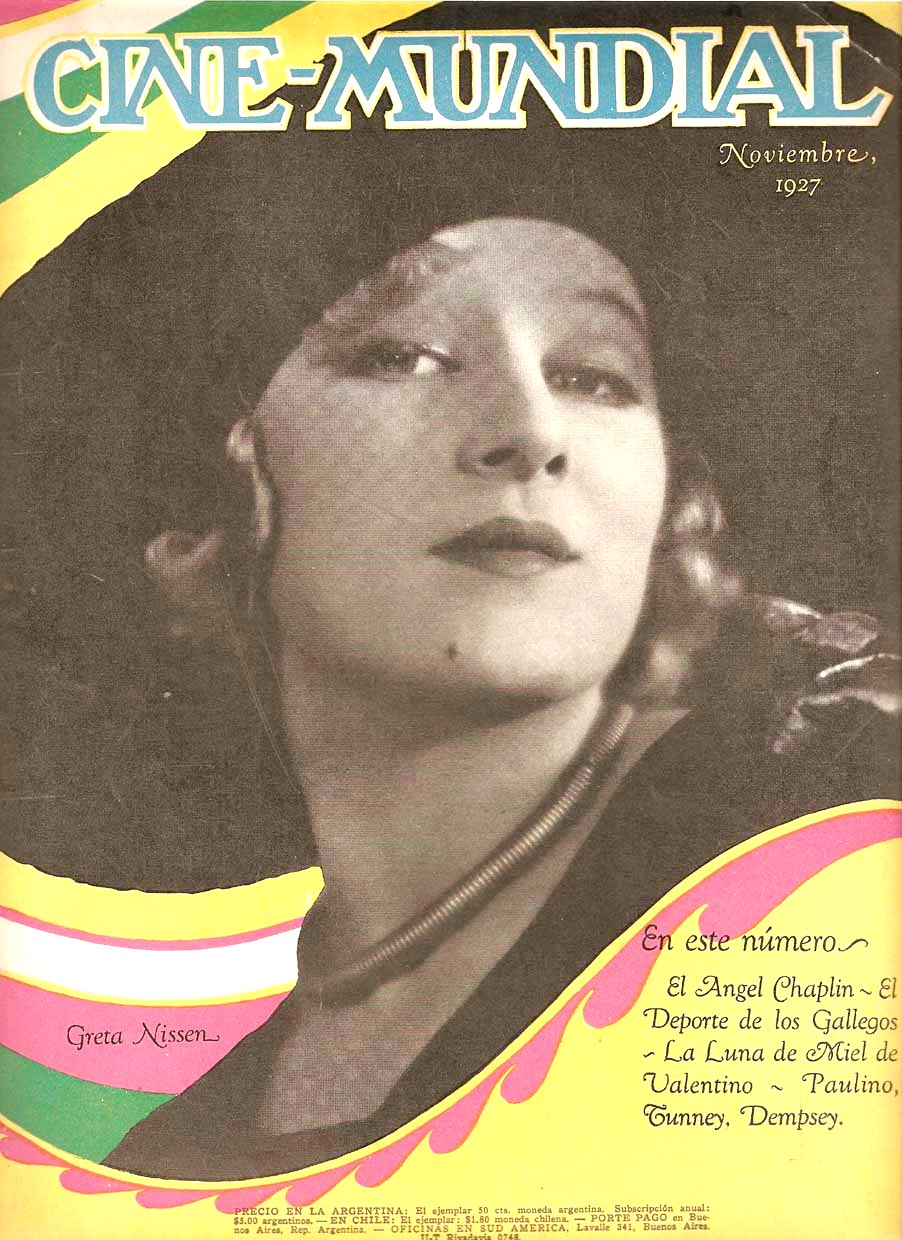
Ґрета Ніссен на обкладинці аргентинського журналу (листопад, 1927)
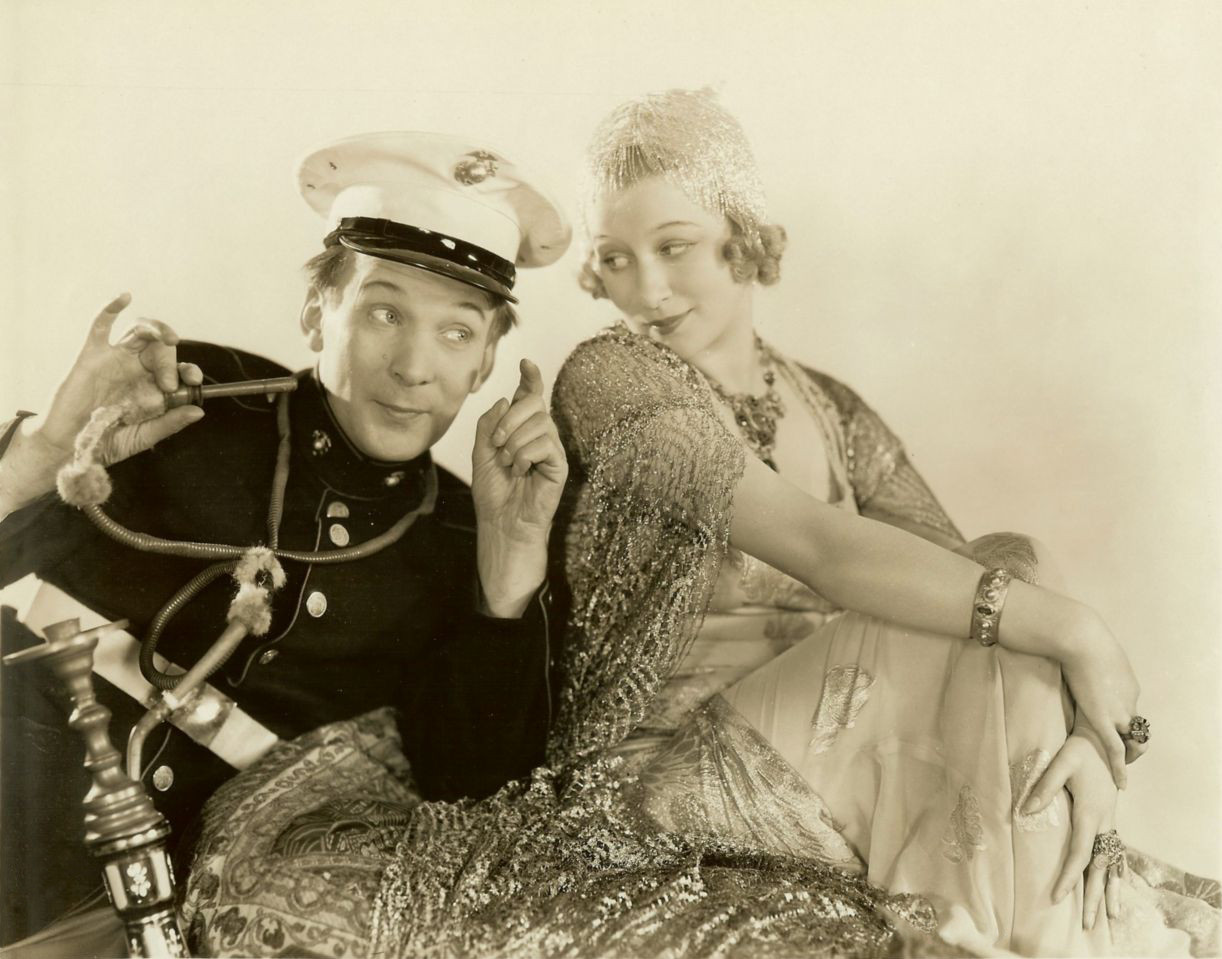
Рекламне фото Ель Брендель та Ґрети Ніссен для фільму «Жінки всіх народів» (1931)
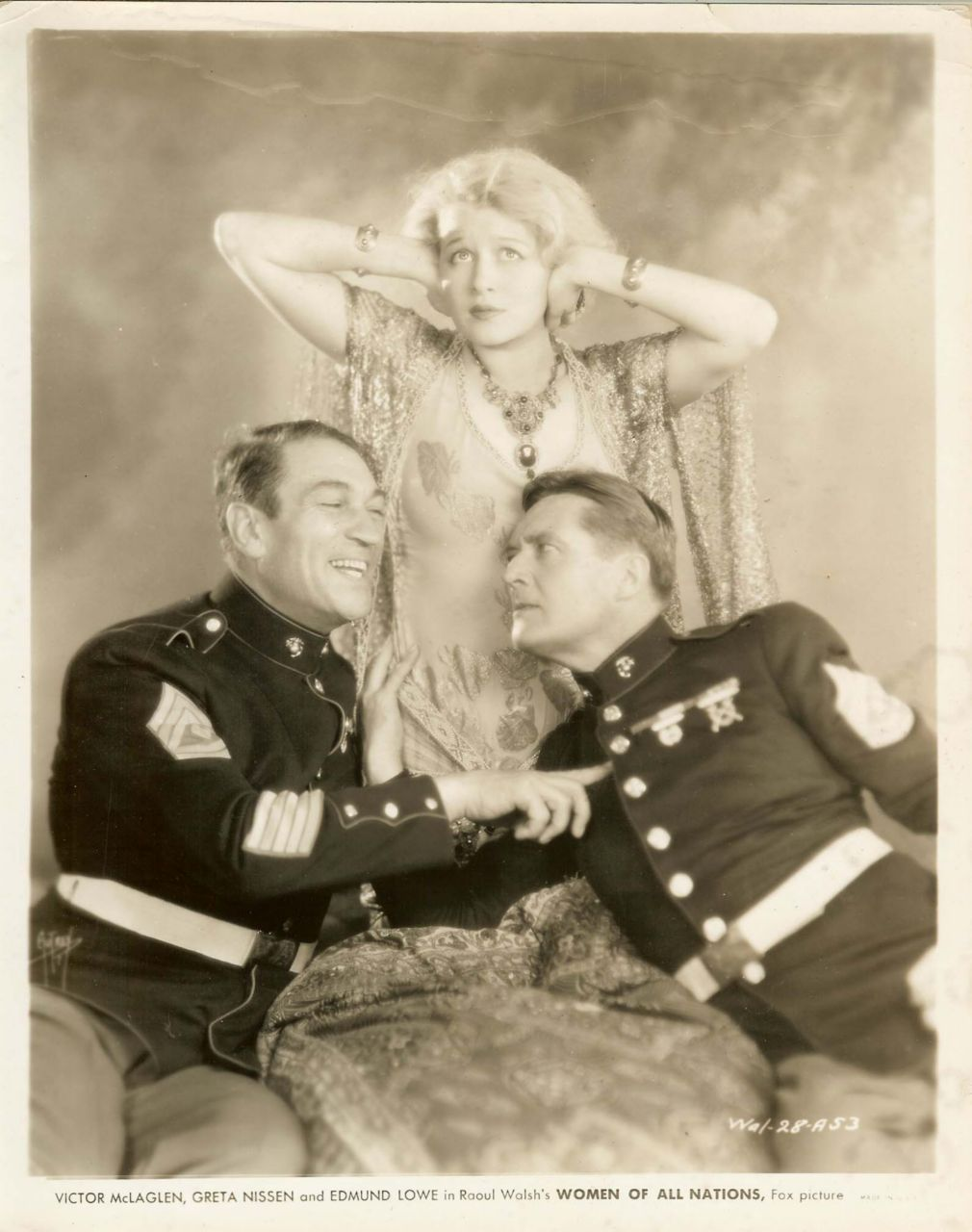
Рекламне фото Ґрети Ніссен, Віктора Маклаґлена та Едмунда Лоу для фільму «Жінки всіх народів» (1931)
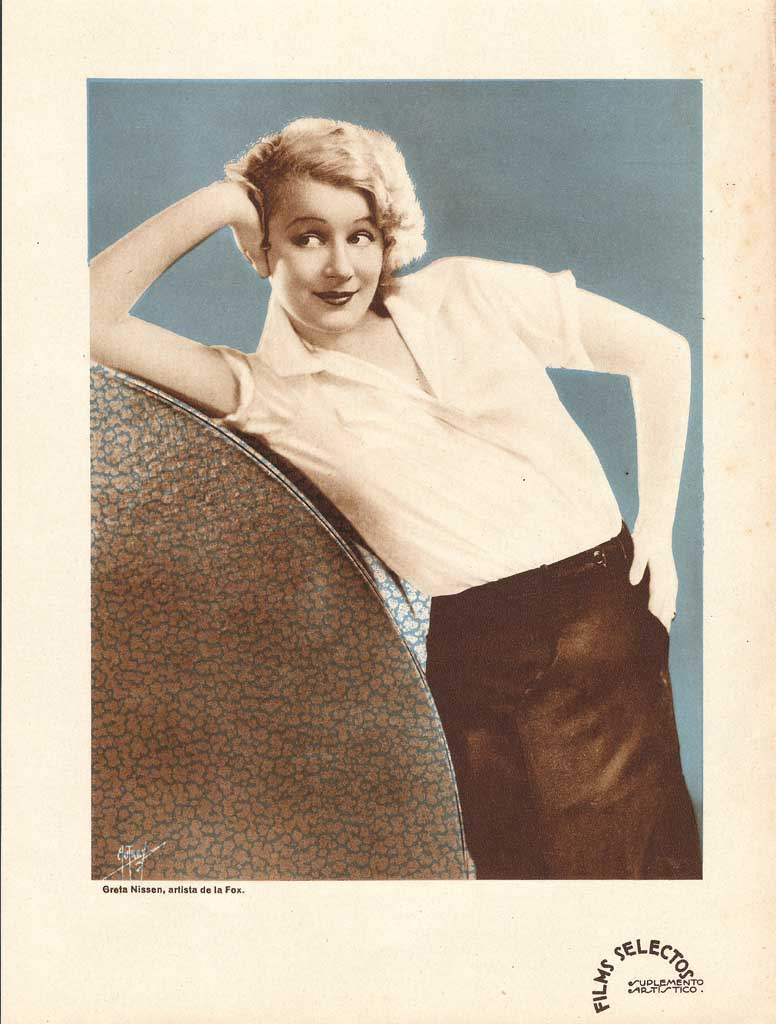
Фото Ґрети Ніссен для аргентинського журналу (надруковано в США, 1931)
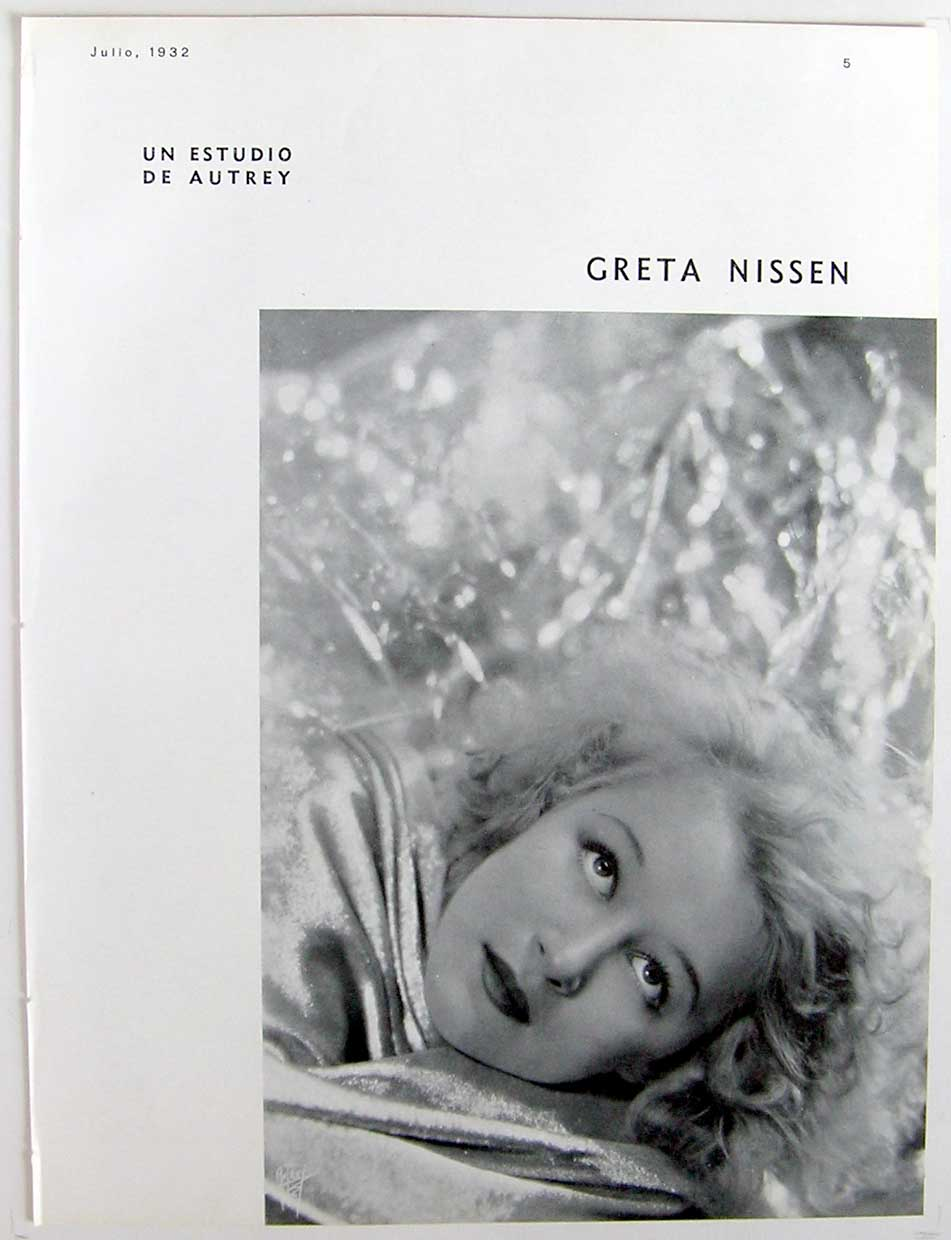
Фото Ґрети Ніссен для аргентинського журналу (надруковано в США, липень, 1932)
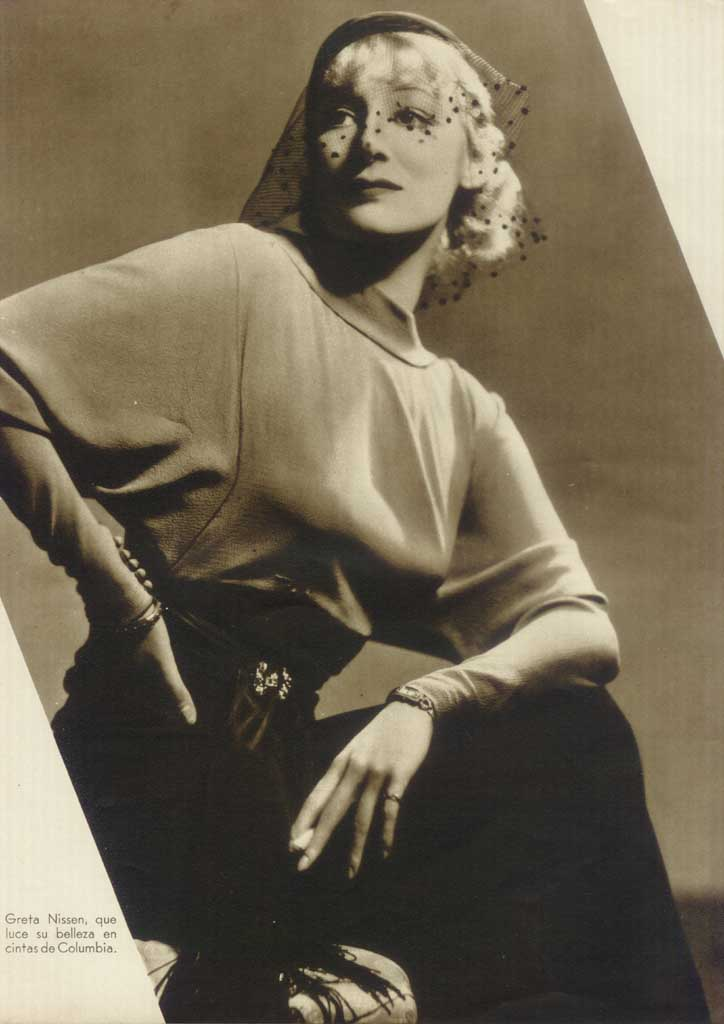
Фото Ґрети Ніссен для аргентинського журналу (надруковано в США, червень, 1933)